# 团板鳖属
团板鳖属（学名：Plastomenus）是鳖科的一属。

## 下属物种
本属包括以下物种：
- Plastomenus joycei Lyson, Petermann & Miller, 2021[2]